# Caridina
Caridina és un gènere de crustacis decàpodes d'aigua dolça de la família dels àtids. Tenen una àmplia distribució mundial i es poden trobar en aigües tropicals i subtropicals d'Àsia, Oceania i Àfrica.
La longitud del seu cos va dels 0.9 - 9,8 mm (C. cantonensis) fins als 1,2 - 7,4 mm (C. serrata).
Tenen una dieta molt variada i obtenen el seu aliment filtrant aigua i recol·lectar partícules, a més a més, en ser omnívors, també aprofiten els cadàvers que puguin trobar.

## Taxonomia

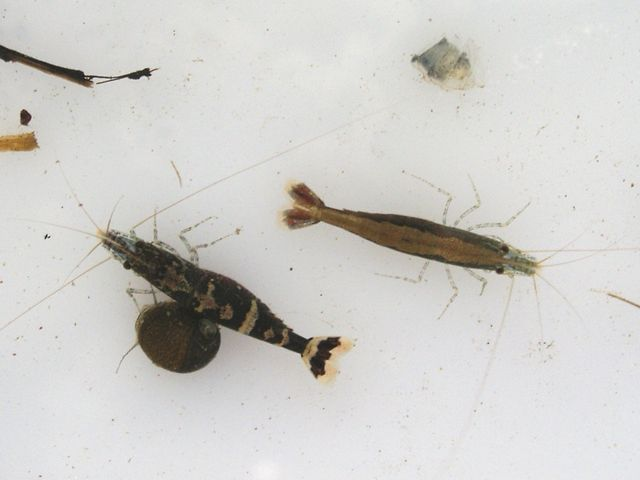
Caridina serratirostris

Aquest gènere inclou les espècies següents:
- Caridina ablepsia Guo, Jiang & Zhang, 1992
- Caridina acuta Liang, Chen & W.-X. Li, 2005
- Caridina acutirostris Schenkel, 1902
- Caridina africana Kingsley, 1883
- Caridina alba J. Li & S. Li, 2010
- Caridina alphonsi Bouvier, 1919
- Caridina amnicolizambezi Richard & Clark, 2009
- Caridina amoyensis Liang & Yan, 1977
- Caridina angulata Bouvier, 1905
- Caridina angustipes Guo & Liang, 2003
- Caridina anislaq Cai, Choy & Ng, 2009
- Caridina annandalei Kemp, 1918
- Caridina apodosis Cai & N. K. Ng, 1999
- Caridina appendiculata Jalihal & Shenoy, 1998
- Caridina aruensis Roux, 1911
- Caridina bakoensis Ng, 1995
- Caridina bamaensis Liang & Yan, 1983
- Caridina baojingensis Guo, He & Bai, 1992
- Caridina batuan Cai, Choy & Ng, 2009
- Caridina belazoniensis Richard & Clark, 2009
- Caridina boholensis Cai, Choy & Ng, 2009
- Caridina brachydactyla De Man, 1908
- Caridina breviata N. K. Ng & Cai, 2000
- Caridina brevicarpalis De Man, 1892
- Caridina brevispina Liang & Yan, 1986
- Caridina bruneiana Choy, 1992
- Caridina buehleri Roux, 1934
- Caridina buergersi Karge, von Rintelen & Klotz, 2010
- Caridina buhi Cai & Shokita, 2006
- Caridina bunyonyiensis Richard & Clark, 2005
- Caridina burmensis Cai & Ng, 2000
- Caridina caerulea von Rintelen & Cai, 2009
- Caridina calmani Bouvier, 1919
- Caridina camaro Cai, Choy & Ng, 2009
- Caridina cantonensis Yü, 1938
- Caridina caobangensis S.-Q. Li & Liang, 2002
- Caridina carli Roux, 1931
- Caridina cavalerieioides Liu & Liang in Liang, 2004
- Caridina caverna Liang, Chen & W.-X. Li, 2005
- Caridina cavernicola Liang & Zhou, 1993
- Caridina cebuensis Cai & Shokita, 2006
- Caridina celebensis De Man, 1892
- Caridina celestinoi Blanco, 1939
- Caridina chauhani Chopra & Tiwari, 1949
- Caridina chishuiensis Cai & Yuan, 1996
- Caridina clavipes Guo & Liang, 2003
- Caridina clinata Cai, X. Q. Nguyên & Ng, 1999
- Caridina cognata De Man, 1915
- Caridina confusa Choy & Marshall, 1997
- Caridina congoensis Richard & Clark, 2009
- Caridina cornuta Liang & Yan, 1986
- Caridina costai de Silva, 1982
- Caridina crassipes Liang, 1993
- Caridina crurispinata Gurney, 1984
- Caridina cucphuongensis Đăng, 1980
- Caridina curta Liang & Cai, 2000
- Caridina demani Roux, 1911
- Caridina demenica Cai & Li, 1997
- Caridina dennerli von Rintelen & Cai, 2009
- Caridina denticulata
- Caridina dentifrons N. K. Ng & Cai, 2000
- Caridina devaneyi Choy, 1991
- Caridina dianchiensis Liang & Yan, 1985
- Caridina disjuncta Cai & Liang, 1999
- Caridina disparidentata Liang, Yan & Wang, 1984
- Caridina ebuneus Richard & Clark, 2009
- Caridina edulis Bouvier, 1904
- Caridina elisabethae Karge, von Rintelen & Klotz, 2010
- Caridina elliptica Cai & Yuan, 1996
- Caridina elongapoda Liang & Yan, 1977
- Caridina endehensis De Man, 1892
- Caridina ensifera Schenkel, 1902
- Caridina evae Richard & Clark, 2009
- Caridina excavata Kemp, 1913
- Caridina excavatoides Johnson, 1961
- Caridina fasciata Hung, Chan & Yu, 1993
- Caridina fecunda Roux, 1911
- Caridina feixiana Cai & Liang, 1999
- Caridina fernandoi Arudpragasam & Costa, 1962
- Caridina fijiana Choy, 1983
- Caridina flavilineata Đăng, 1975
- Caridina formosae Hung, Chan & Yu, 1993
- Caridina fossarum Heller, 1862
- Caridina gabonensis Roux, 1927
- Caridina ghanensis Richard & Clark, 2009
- Caridina glaubrechti von Rintelen & Cai, 2009
- Caridina glossopoda Liang, Guo & Gao, 1993
- Caridina gordonae Richard & Clark, 2005
- Caridina gortio Cai & Anker, 2004
- Caridina gracilipes De Man, 1892
- Caridina gracilirostris De Man, 1892
- Caridina gracillima Lanchester, 1901
- Caridina grandirostris Stimpson, 1860
- Caridina guangxiensis Liang & Zhou, 1993
- Caridina gueryi Marquet, Keith & Kalfatak, 2009
- Caridina guiyangensis Liang, 2002
- Caridina gurneyi Jalihal, Shenoy & Sankolli, 1984
- Caridina hainanensis Liang & Yan, 1983
- Caridina hanshanensis Tan, 1990
- Caridina harmandi Bouvier, 1906
- Caridina hodgarti Kemp, 1913
- Caridina holthuisi von Rintelen & Cai, 2009
- Caridina hongyanensis Cai & Yuan, 1996
- Caridina hova Nobili, 1905
- Caridina huananensis Liang, 2004
- Caridina hubeiensis Liang & S.-Q. Li, 1993
- Caridina hunanensis Liang, Guo & Gao, 1993
- Caridina imitatrix Holthuis, 1970
- Caridina jalihali Mariappan & Richard, 2006
- Caridina jeani Cai, 2010
- Caridina jiangxiensis Liang & Zheng, 1985
- Caridina johnsoni Cai, Ng & Choy, 2007
- Caridina kaombeflutilis Richard & Clark, 2010
- Caridina kempi Jalihal, Shenoy & Sankolli, 1984
- Caridina kilimae Hilgendorf, 1898
- Caridina kunmingensis Z.-Z. Wang & Liang, 2001
- Caridina kunnathurensis Richard & Chandran, 1994
- Caridina laevis Heller, 1862
- Caridina lamiana Holthuis, 1965
- Caridina lanceifrons Yu, 1936
- Caridina lanceolata Woltereck, 1937
- Caridina lanzana Holthuis, 1980
- Caridina laoagensis Blanco, 1939
- Caridina leclerci Cai & Ng, 2009
- Caridina leucosticta Stimpson, 1860
- Caridina leytensis Blanco, 1939
- Caridina liangi Jiang, Guo & Zhang, 2002
- Caridina liaoi Cai, Choy & Ng, 2009
- Caridina lima Liang, Guo & Gao, 1993
- Caridina linduensis Roux, 1904
- Caridina lineorostris Richard & Clark, 2009
- Caridina lingkonae Woltereck, 1937
- Caridina lipalmaria Richard & Clark, 2010
- Caridina liui Liang & Yan, 1986
- Caridina lobocensis Cai, Choy & Ng, 2009
- Caridina loehae Woltereck, 1937
- Caridina longa Liang & Yan, 1985
- Caridina longiacuta Guo & Wang, 2005
- Caridina longicarpus Roux, 1926
- Caridina longidigita Cai & Wowor, 2007
- Caridina longifrons Cai & Ng, 2007
- Caridina longirostris H. Milne-Edwards, 1837
- Caridina lovoensis Roth-Woltereck, 1955
- Caridina lufengensis Cai & Duan, 1998
- Caridina lumilympha Richard & Clark, 2010
- Caridina macrodentata Cai & Shokita, 2006
- Caridina macrophora Kemp, 1918
- Caridina maculata L. Wang, Liang & F. Li, 2008
- Caridina mahalona Cai, Wowor & Choy, 2009
- Caridina malawensis Richard & Clark, 2009
- Caridina malayensis Cai, Ng & Choy, 2007
- Caridina masapi Woltereck, 1937
- Caridina mathiassi Silas & Jayachandran, 2010
- Caridina mauritii Bouvier, 1912
- Caridina mccullochi Roux, 1926
- Caridina medifolia Cai & Yuan, 1996
- Caridina mengae Liang, 1993
- Caridina mengaeoides Guo & Suzuki, 1996
- Caridina menghaiensis Cai & Dai, 1999
- Caridina meridionalis L. Wang, Liang & F. Li, 2008
- Caridina mertoni Roux, 1911
- Caridina mesofluminis Richard & Clark, 2009
- Caridina mindanao Cai & Shokita, 2006
- Caridina minidentata Cai & Anker, 2004
- Caridina minnanica Liang, 2002
- Caridina modiglianii Nobili, 1900
- Caridina moeri Roth-Woltereck, 1984
- Caridina mongziensis Liang, Yan & Z.-Z. Wang, 1987
- Caridina multidentata Stimpson, 1860
- Caridina nanaoensis Cai & N. K. Ng, 1999
- Caridina natalensis Bouvier, 1925
- Caridina natarajani Tiwari & R. S. Pillai, 1968
- Caridina neglecta Cai & Ng, 2007
- Caridina nguyeni S.-Q. Li & Liang, 2002
- Caridina nilotica (Roux, 1833)
- Caridina norvestica Holthuis, 1965
- Caridina novaecaledoniae Roux, 1926
- Caridina nudirostris Choy, 1984
- Caridina okiamnis Richard & Clark, 2009
- Caridina okinawa Cai & Shokita, 2006
- Caridina oligospina Liang, Guo & Tang, 1999
- Caridina opaensis Roux, 1904
- Caridina palawanensis Cai & Shokita, 2006
- Caridina panikkari Jalihal, Shenoy & Sankolli, 1984
- Caridina papuana Nobili, 1905
- Caridina paracornuta Cai & Yuan, 1996
- Caridina pareparensis De Man, 1892
- Caridina parvidentata Roux, 1904
- Caridina parvirostris De Man, 1892
- Caridina parvocula Gurney, 1984
- Caridina parvula von Rintelen & Cai, 2009
- Caridina paucidentata Wang & Liang, 2005
- Caridina paucidentata L.-Q. Wang & Liang, 2005
- Caridina pedicultrata Guo & Choy, 1994
- Caridina peninsularis Kemp, 1918
- Caridina petiti Roux, 1929
- Caridina pingi Yü, 1938
- Caridina pingioides Yü, 1938
- Caridina plicata Liang, 2004
- Caridina prashadi Tiwari & R. S. Pillai, 1971
- Caridina pristis Roux, 1931
- Caridina profundicola von Rintelen & Cai, 2009
- Caridina propinqua De Man, 1908
- Caridina pseudodenticulata Hung, Chan & Yu, 1993
- Caridina pseudonilotica Richard & Clark, 2005
- Caridina pseudoserrata Đăng & Ðỗ, 2007
- Caridina qingyuanensis Guo & He, 2007
- Caridina rajadhari Bouvier, 1918
- Caridina rangoona Cai & Ng, 2000
- Caridina rapaensis Edmondson, 1935
- Caridina richtersi Thallwitz, 1892
- Caridina roubaudi Bouvier, 1925
- Caridina rouxi De Man, 1915
- Caridina rubella Fujino & Shokita, 1975
- Caridina rubropunctata Đăng & Ðỗ, 2007
- Caridina samar Cai & Anker, 2004
- Caridina sarasinorum Schenkel, 1902
- Caridina schenkeli von Rintelen & Cai, 2009
- Caridina semiblepsia Guo, Choy & Gui, 1996
- Caridina serrata Stimpson, 1860
- Caridina serratirostris De Man, 1892
- Caridina shenoyi Jalihal & Sankolli in Jalihal, Shenoy & Sankolli, 1984
- Caridina shilinica Liang & Cai, 2000
- Caridina similis Bouvier, 1904
- Caridina simoni Bouvier, 1904
- Caridina sodenensis Richard & Clark, 2009
- Caridina solearipes Guo & De Grave, 1997
- Caridina songtaoensis Liang, 2004
- Caridina spathulirostris Richters, 1880
- Caridina spelunca Choy, 1996
- Caridina sphyrapoda Liang & Zhou, 1993
- Caridina spinalifrons Guo & De Grave, 1997
- Caridina spinata Woltereck, 1937
- Caridina spinipoda Liang, Hong & Yang, 1990
- Caridina spinosipes Liang, Guo & Tang, 1999
- Caridina spinula Choy & Marshall, 1997
- Caridina spongicola Zitzler & Cai, 2006
- Caridina steineri Cai, 2005
- Caridina striata von Rintelen & Cai, 2009
- Caridina subventralis Richard & Clark, 2005
- Caridina sulawesi Cai & Ng, 2009
- Caridina sumatianica Cai & Yuan, 1996
- Caridina sumatrensis De Man, 1892
- Caridina sundanella Holthuis, 1978
- Caridina susuruflabra Richard & Clark, 2009
- Caridina temasek Choy & Ng, 1991
- Caridina tenuirostris Woltereck, 1937
- Caridina thambipillai Johnson, 1961
- Caridina thermophila Riek, 1953
- Caridina thomasi von Rintelen, Karge & Klotz, 2008
- Caridina timorensis De Man, 1893
- Caridina togoensis Hilgendorf, 1893
- Caridina tonkinensis Bouvier, 1919
- Caridina trifasciata Yam & Cai, 2003
- Caridina troglodytes Holthuis, 1978
- Caridina troglophila Holthuis, 1965
- Caridina tumida L. Wang, Liang & F. Li, 2008
- Caridina typus H. Milne-Edwards, 1837
- Caridina uminensis Đăng & Ðỗ, 2007
- Caridina umtatensis Richard & Clark, 2009
- Caridina unca Gurney, 1984
- Caridina valencia Cai, Choy & Ng, 2009
- Caridina venusta L. Wang, Liang & F. Li, 2008
- Caridina vietriensis Đăng & Ðỗ, 2007
- Caridina villadolidi Blanco, 1939
- Caridina vitiensis Borradaile, 1899
- Caridina weberi De Man, 1892
- Caridina williamsi Cai & Ng, 2000
- Caridina woltereckae Cai, Wowor & Choy, 2009
- Caridina wumingensis Cai & N. K. Ng, 1999
- Caridina wyckii (Hickson, 1888)
- Caridina xiangnanensis X.-Y. Liu, Guo & Yu, 2006
- Caridina xiphias Bouvier, 1925
- Caridina yilong Cai & Liang, 1999
- Caridina yulinica Cai & N. K. Ng, 1999
- Caridina yunnanensis Yü, 1938
- Caridina zebra Short, 1993
- Caridina zeylanica Arudpragasam & Costa, 1962
- Caridina zhejiangensis Liang & Zheng, 1985
- Caridina zhongshanica Liang, 2004